# All About Jazz
All About Jazz ist eine der führenden Jazz-Websites mit Sitz in Philadelphia in den Vereinigten Staaten mit etwa einer Million Lesern pro Monat. Sie richtet sich an Jazz-Liebhaber und Fachleute. Die Website gilt unter Jazz-Fans als Quelle für die Bereitstellung detaillierter und zeitnaher Berichte.

## Geschichte
Die Website von wurde von Michael Ricci im Jahr 1995 gegründet. Die Website wird von ehrenamtlichen Autoren, Redakteuren und Musikern gewartet und bietet eine Berichterstattung über alle Genres des Jazz und Veröffentlichungen von den Independent-Labeln bis zu den Majors. Als Interessenvertretung zielt All About Jazz darauf ab, das Bewusstsein für Jazz, seine Geschichte und seine Musiker zu erhöhen.
All About Jazz wurde im Jahr 2009 zum achten Mal zur „The Best Web-Site Concentrating on Jazz“ von der Jazz Journalists Association gewählt. All About Jazz dient als Quelle für Reviews, Interviews, Nachrichten, Album-Veröffentlichungen, kostenlose MP3-Downloads, Informationen über Musiker, Fotos und beherbergt einer der aktivsten Jazz-Communitys im Internet. Das Diskussionsforum von All About Jazz hatte im Jahr 2010 mehr als 11.000 Mitglieder. Mit der Website war die Zeitschrift All About Jazz-New York verbunden, die sich seit 2011 The New York City Jazz Record nennt.